# Simon Ignatius Pimenta

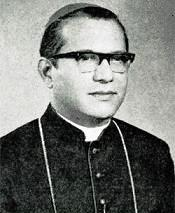
Erzbischof Simon Ignatius Pimenta (um 1980)

Wappen von Simon Ignatius Kardinal Pimenta

Simon Ignatius Kardinal Pimenta (* 1. März 1920 in Marol bei Mumbai (Bombay), Indien; † 19. Juli 2013 in Mumbai) war Erzbischof von Bombay.

## Leben
Simon Ignatius Pimenta studierte Katholische Theologie, Philosophie, Pädagogik und Mathematik am Priesterseminar von Bombay, am St. Pius College und an der staatlichen Universität von Bombay. Nach seiner Priesterweihe im Jahre 1949 wurde er nach Rom entsandt, wo er 1954 an der Päpstlichen Universität Urbaniana zum Doktor im Fachbereich Kanonisches Recht promovierte.
Von 1954 bis 1959 wirkte er im Erzbistum Bombay als persönlicher Sekretär von Erzbischof Valerian Kardinal Gracias, Vizekanzler und Aushilfspfarrer. Ab 1959 leitete er als Pfarrer die Domgemeinde der Kathedrale von Bombay und lehrte zugleich Liturgik am Erzbischöflichen Priesterseminar, war Regens des Seminars St. Pius X. und versah die Aufgabe des Bischofsvikars für die Ausbildung des Priesternachwuchses.
Am 5. Juni 1971 ernannte Papst Paul VI. ihn zum Titularbischof von Bocconia und Weihbischof in Bombay. Die Bischofsweihe spendete ihm der Erzbischof von Bombay, Kardinal Gracias, am 29. Juni desselben Jahres. Mitkonsekratoren waren Weihbischof Longinus Gabriel Pereira und der Bischof von Poona, William Zephyrine Gomes. Am 26. Februar 1977 ernannte Paul VI. Pimenta zum Titularerzbischof pro hac vice und Koadjutorerzbischof von Bombay. Am 11. September 1978 wurde er Erzbischof von Bombay. Er versah dieses Amt bis zu seinem Rücktritt aus Altersgründen am 8. November 1996. Er engagierte sich insbesondere für Pastoral und Soziales in seiner Diözese mit 12 Krankenhäusern, 44 Polikliniken sowie zahlreichen Schulen. Von 1982 bis 1988 amtierte er als Präsident der Bischofskonferenz der Römisch-katholischen Kirche in Indien.
Papst Johannes Paul II. nahm ihn 1988 als Kardinalpriester mit der Titelkirche Santa Maria Regina Mundi a Torre Spaccata in das Kardinalskollegium auf. Kardinal Pimenta nahm 1990 an der 8. ordentlichen Generalversammlung der Bischofssynode im Vatikan teil. Dort war Pimenta einer von drei Präsidenten der Bischofssynode über die Priesterausbildung in Rom.
Simon Kardinal Pimenta nahm wegen Überschreitung der Altersgrenze von 80 Jahren weder am Konklave 2005 noch am Konklave 2013 teil. Er lebte zuletzt in einem Heim für pensionierte Geistliche, wo er am 19. Juli 2013 im Alter von 93 Jahren starb.